# Jonas Lembrechts
Jonas Lembrechts (1990) is doctor in de ecologie aan de Universiteit Antwerpen. Om de toekomst van de natuur te voorspellen bestudeert hij de effecten van de mens en de klimaatverandering op de biodiversiteit. Hij heeft daarvoor een postdoc-mandaat van het Fonds voor Wetenschappelijk Onderzoek - Vlaanderen (FWO).

Mijn onderzoek draagt bij aan de strijd tegen de zesde massa-extinctie: door beter te begrijpen hoe en wanneer soorten zich kunnen verplaatsen om zich aan de veranderende omstandigheden aan te passen, kunnen we de natuur beter helpen om ze het hoofd te bieden. En die hulp is nodig, nu meer dan ooit.